# 張克文 (明朝)
張克文（1533年—？），字宗質，號虚吾，江西臨江府新淦縣人，儒籍，明朝政治人物。

## 生平
嘉靖四十三年（1564年）甲子科江西鄉試第八十四名舉人。隆慶二年（1568年）中式戊辰科會試第二百五十七名，三甲第四十四名進士。授浙江常山縣知縣，升工部都水司主事，官至刑部郎中。

## 家族
曾祖張儀範；祖父張德光；父張時用，母黃氏。具庆下。弟张尧文（贡士）、先文、充文、兖文、亮文。